# جوزيف جوفو
جوزيف جوفو (بالفرنسية: Joseph Joffo)‏‏ (2 أبريل 1931 في الدائرة الثامنة عشرة في باريس - 6 ديسمبر 2018 في سان لاورينت دو فار)؛ كاتب، وروائي، وكاتب سيناريو، وممثل من فرنسا.

## روابط خارجية
- جوزيف جوفو على موقع IMDb (الإنجليزية)